# ダブリンの鐘つきカビ人間
『ダブリンの鐘つきカビ人間』（ダブリンのかねつきカビにんげん）は、後藤ひろひと作の日本の演劇である。
1996年、後藤ひろひとが座長を務めていた関西の劇団・遊気舎で初演。「遊気舎ケルトシリーズ第2弾」と銘打たれており、これが後藤の座長引退作となった。
その後「G2×後藤ひろひとプロデュース」となり、2002年にパルコ・リコモーション提携公演として大倉孝二主演で上演され、2005年に片桐仁主演ほか4名を入れ替え、新キャスト加入と加筆をして再演。2002年版は、同年11月にNHK教育『芸術劇場』にて放送されている。2015年、キャストを刷新し、PARCO & CUBE presentとして、佐藤隆太主演で10年ぶりの再演となった。2024年にはPARCO＆CUBE produceの形での公演が9年ぶりに復活。脚色・演出はウォーリー木下が手掛け、主演はTravis Japanの七五三掛龍也と吉澤閑也。
また他にも、2011年にガチャロック×プレゼンツにより堀尾宣彰の脚色・演出、2012年に劇団KAN舎により瀬戸元哲の演出・脚色、2013年にひた演劇祭のひとつとして劇団ソングラインにより半田和則の演出、2014年に劇団Tempaにより越智良江の演出、同年に劇団鳴かず飛ばずにより原田耕太郎の演出、2015年に劇団バックラッシュハートにより大窪佳の演出、2022年に劇団創造市場により稜地一週の演出での公演等々と様々に劇団により行われ、それら以外にも学生演劇でも演じられている。
2020年にはクラアク芸術堂の公演により、24年ぶりに後藤ひろひとの演出で上演予定であるも新型コロナウイルス感染症の影響で中止となったが、その後、2022年に実現した。

## ストーリー
とある山中。真奈美と聡は旅行中、霧に包まれた森の中で道に迷ってしまい、山小屋に一夜の宿を求める。そこで山小屋の主である老人は、かつてこの土地が街として栄えていた時代に不思議な病が襲ったときのことを二人に話し出す。真奈美と聡は老人の話に引き込まれ、その物語の中に入って行く。
これはかつて病に陥った街で起こった、残酷な愛の物語。

## 登場人物
以下、キャスト不明の場合は未記載。劇団名のないキャストはPARCO（パルコ）関連の公演のキャスト。
カビ人間
演 - 大倉孝二（'02） / 片桐仁（ラーメンズ）（'05） / 米山伸伍（'11（ガチャロック×プレゼンツ）） / 三上雄大（'14（劇団Tempa））/ 牧元浩騎（'14（劇団鳴かず飛ばず）） / 陸田翔希・山尾匠（'15（劇団バックラッシュハート）） / 佐藤隆太（'15） / 小林エレキ（'22（クラアク芸術堂）） /  佐々木健太郎（'22（創造市場）） / 七五三掛龍也（'24）
街の鐘をついて時間を知らせる。かつては美しい容姿に醜い心を持つ男であったが、奇病により体と心が入れ替わり、美しい心を持つが全身カビに覆われた醜い容姿に変わり、街中の嫌われ者となった。おさえの奇病から生じた誤解から好かれていると勘違いし、おさえを慕うようになる。
おさえ
演 - 水野真紀（'02） / 中越典子（'05） / 原島絵梨佳（'14（劇団Tempa）） / 齋藤久美子・春田早希奈（'14（劇団鳴かず飛ばず）） / たはらもえ・きゃな子（'15（劇団バックラッシュハート）） / 上西星来（東京パフォーマンスドール）（'15） / 小島梨紗子2号（'22（クラアク芸術堂）） / 慶野さくら・荒木みなみ（'22（創造市場）） / 伊原六花（'24）
街の娘。思っていることと反対の言葉しか出てこない奇病を患っている。カビ人間を忌み嫌っていたが、次第にその心の美しさに惹かれていく。
聡
演 - 長塚圭史（'02） / 姜暢雄（'05） / 下柳田洋平（'14（劇団鳴かず飛ばず））/ 成瀬トモヒロ・宝代裕規（'15（劇団バックラッシュハート）） / 白洲迅（'15） / たなかけいじ・色川幸汰（'22（創造市場）） / 吉澤閑也（'24）
旅人。老人が語る物語の中でも旅人である。
真奈美
演 - 遠藤久美子（'02） / 土屋アンナ（'05） / 赤池美和（'14（劇団鳴かず飛ばず）） / 田中愛積・演美雪（'15（劇団バックラッシュハート）） / 大塚千弘（'15） / 一菜・都築つぐみ（'22（創造市場）） / 加藤梨里香（'24）
旅人。老人が語る物語の中でも旅人である。王の頼みを受けて、街の危機を救う伝説の剣「ポーグマホーン」探しに名乗りを上げる。
戦士
演 - 橋本さとし（'02、'05） / 遠藤大幹（'14（劇団Tempa）） / 白賀雅嗣（'14（劇団鳴かず飛ばず）） / リュウジ宮本・納谷健（'15（劇団バックラッシュハート）） / 小西遼生（'15） / 黒田佳宏・堤カズヨシ（'22（創造市場）） / 入野自由（'24）
おさえの恋人。市長の画策によって、「ポーグマホーン」探しに名乗りを上げる。「会話の中に全く知らない人の名前が出てくる」という奇病を患っている。
とまり木
演 - 田尻茂一（'02、'05） / 恵南牧（'14（劇団Tempa）） / 北田沙織・長谷川めぐの・田中愛積（'15（劇団バックラッシュハート）） / 中村昌也（'15） / 堤カズヨシ・MAKI（'22（創造市場））
街の住人。とまり木のように指に鳥がとまってしまう奇病を患う。
天使
演 - 及川健（'02、'05） / 新宅由三枝（'14（劇団Tempa）） / 海老原百華・水野桜花・たはらもえ（'15（劇団バックラッシュハート）） / 木戸邑弥（'15） / misa-K（'22（創造市場）） / 竹内將人（'24）
街の住人。背中に羽が生える奇病を患う。その姿は天使のようであるが、心は汚い。
目玉
演 - 八十田勇一（'02、'05） / 山下裕矢・陸田翔希（'15（劇団バックラッシュハート）） / 明樂哲典（'15） / 鈴野広樹・黒田佳宏（'22（創造市場））
街の住人。額に目玉ができる奇病を患う。その目で3km先まで見ることができる。
坊主
演 - TROY（'05） / のりお（'22（創造市場））
柿男
演 - 山中崇（'05） / 池浦美野里（'22（創造市場））
膝小僧
演 - 平田敦子（'05） / 都築和恵（'22（創造市場））
侍従長
演 - 中山祐一朗（'02、'05）/ 油野昌子（'14（劇団Tempa）） / 花牟礼宏紀・大城綾乃（'14（劇団鳴かず飛ばず）） / 徳丸￥1・成瀬トモヒロ（'15（劇団バックラッシュハート）） / マギー（'15） / MAKI・山田克彦（'22（創造市場））
王の侍者。
王
演 - 後藤ひろひと（'02、'05、'15） / 新宅由三枝（'14（劇団Tempa）） / MANABU・西小野政幸（'14（劇団鳴かず飛ばず）） / 佐藤敦子・徳丸￥1 （'15（劇団バックラッシュハート））/ いりえさとし（'22（創造市場））
街がある国の王。王だが偉くなれない。旅人に「ポーグマホーン」探しをしないかと頼む。
市長
演 - 池田成志（'02、'05） / 久保幸路（'14（劇団Tempa）） / 宇都大作（'14（劇団鳴かず飛ばず）） / 大窪佳（'15（劇団バックラッシュハート）） / 吉野圭吾（'15） / 森裕嗣（'22（創造市場）） / 松尾貴史（'24）
街の市長。混乱を制して街を支配したいため、王や旅人より先に「ポーグマホーン」を探し出そうと画策する。「とある日にカビ人間のついた鐘の音を聞くと死ぬ」という奇病に罹っており、カビ人間にその日には鐘をつかないようにと頼む。
神父
演 - 山内圭哉（'02、'05） / 原かおり（'14（劇団Tempa）） / 平岡京子・クロード・パスカル（'14（劇団鳴かず飛ばず））/ 羽室美佑（'15（劇団バックラッシュハート）） / 荒井陽一（'22（創造市場）） / コング桑田（'24）
市長の古くからの友人。金にがめつい。
尼僧
演 - 篠井英介（'15）
親衛隊長
演 - 小松利昌（'24）
ジジイ
演 - 若松武史（'02、'05） / 池田毅（'14（劇団Tempa）） / 米田翔太（'14（劇団鳴かず飛ばず）） / 山尾匠・山下裕矢（'15（劇団バックラッシュハート）） / 村井國夫（'15） / 森利弘（'22（創造市場）） / 中村梅雀（'24）
おさえの父。実年齢よりも老けた見た目になる奇病を患う。タチの悪い男に騙され、目が見えない。

## 公演日程・会場

### 初演（1996年）
- 4月18日 - 22日：兵庫 AI・HALL
- 5月1日 - 6日：東京 下北沢ザ・スズナリ

### PARCO（パルコ）関連

#### 2002年版
- 4月26日 - 29日：大阪 シアター・ドラマシティ
- 5月1日：愛知 愛知厚生年金会館
- 5月7日：広島 広島郵便貯金ホール
- 5月8日：福岡 小倉市民会館
- 5月10日：香川 ユープラザうたつ
- 5月23日 - 6月9日：東京 PARCO劇場

#### 2005年版
- 10月28日 - 11月13日：東京 ル テアトル銀座
- 11月15日：愛知 愛知厚生年金会館
- 11月17日 - 20日：大阪 シアター・ドラマシティ
- 11月23日：福岡 メルパルク福岡
- 11月25日：広島 アステールプラザ大ホール
- 11月27日：長野 長野県松本文化会館

#### 2015年版
- 10月3日 - 25日：東京 PARCO劇場
- 11月4日：福岡 福岡市民会館
- 11月6日：広島 JMCアステールプラザ大ホール
- 11月13日 - 15日：大阪 森ノ宮ピロティホール
- 11月17日：宮城 仙台電力ホール
- 11月20日：北海道 札幌市教育文化会館大ホール

#### 2024年版
- 7月3日 - 10日：東京 東京国際フォーラム ホールC
- 7月20日 - 29日：大阪 COOL JAPAN PARK OSAKA WWホール

### その他

#### 2011年版
- 10月28日 - 30日、愛知 名古屋市北文化小劇場　※ガチャロック×プレゼンツ

#### 2012年版
- 11月24日 - 25日、東京 下北沢 東演パラータ　※劇団KAN舎

#### 2013年版
- 8月31日 - 9月1日、大分 パトリア日田 小ホール　※劇団ソングライン

#### 2014年版
- 5月17日 - 18日、広島 東区民文化センター・ホール　※劇団Tempa
- 8月16日- 17日、鹿児島 鹿児島市中央公民館　※劇団鳴かず飛ばず

#### 2015年版
- 1月10日 - 12日、大阪 芸術創造館　※劇団バックラッシュハート

#### 2020年版
- 5月21日 - 24日：札幌 ConCarino（中止）　※クラアク芸術堂

#### 2022年版
- 9月7日 - 11日：札幌 ConCarino　※クラアク芸術堂
- 12月11日：茨城 クラフトシビックホール土浦・大ホール　※劇団創造市場

## DVDリリース
2007年10月17日、『ダブリンの鐘つきカビ人間』の2002年版と2005年版がポニーキャニオンよりリリースされた。2016年4月6日、2015年版がポニーキャニオンよりリリースされた。